# Vadencourt (Aisne)
Vadencourt – miejscowość i gmina we Francji, w regionie Hauts-de-France, w departamencie Aisne.
Według danych na styczeń 2014 roku gminę zamieszkiwało 627 osób, a gęstość zaludnienia wynosiła 51,2 osób/km².